# С-2 (підводний човен СРСР)

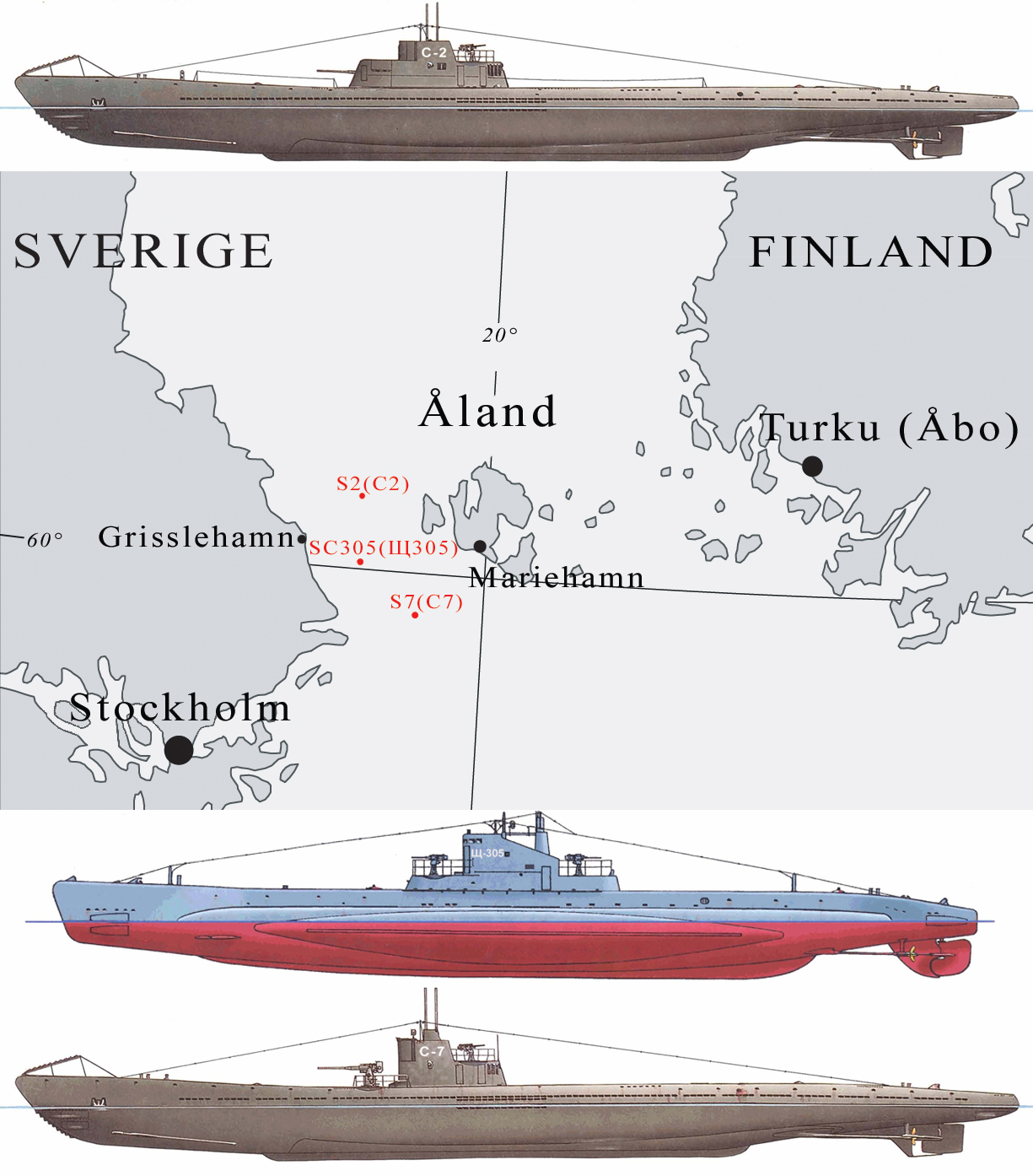
Карта загибелі радянських підводних човнів С-2, С-7 та Щ-305

| С-2                                                                   | С-2                                                                                              | С-2                                                                                              |
| --------------------------------------------------------------------- | ------------------------------------------------------------------------------------------------ | ------------------------------------------------------------------------------------------------ |
|                                                                       |                                                                                                  |                                                                                                  |
|                                                                       |                                                                                                  |                                                                                                  |
| Схема підводного човна типу «Середня»                                 |                                                                                                  |                                                                                                  |
| Верф                                                                  | завод № 189, Ленінград                                                                           | завод № 189, Ленінград                                                                           |
| Під прапором                                                          | СРСР                                                                                             | СРСР                                                                                             |
| Належність                                                            | Військово-морський флот СРСР                                                                     | Військово-морський флот СРСР                                                                     |
| Порт приписки                                                         | Кронштадт, Таллінн                                                                               | Кронштадт, Таллінн                                                                               |
| Закладений                                                            | 25 грудня 1934                                                                                   | 25 грудня 1934                                                                                   |
| Спуск на воду                                                         | 8 серпня 1935                                                                                    | 8 серпня 1935                                                                                    |
| Введений до складу флоту                                              | 23 вересня 1936                                                                                  | 23 вересня 1936                                                                                  |
| Загибель                                                              | у січні 1940 року ймовірно загинув при підриві на міні на вході до Ботнічної затоки              | у січні 1940 року ймовірно загинув при підриві на міні на вході до Ботнічної затоки              |
| Сучасний статус                                                       | затонув                                                                                          | затонув                                                                                          |
| Бойовий досвід                                                        | «Зимова війна»                                                                                   | «Зимова війна»                                                                                   |
| Проєкт                                                                |                                                                                                  |                                                                                                  |
| Тип ПЧ                                                                | Середній торпедний ДПЧ                                                                           | Середній торпедний ДПЧ                                                                           |
| Основні характеристики                                                |                                                                                                  |                                                                                                  |
| Швидкість (надводна)                                                  | 19,5 вузлів (36,1 км/год)                                                                        | 19,5 вузлів (36,1 км/год)                                                                        |
| Швидкість (підводна)                                                  | 9,6 вузли (17,77 км/год)                                                                         | 9,6 вузли (17,77 км/год)                                                                         |
| Робоча глибина занурення                                              | 80 м                                                                                             | 80 м                                                                                             |
| Гранична глибина занурення                                            | 100 м                                                                                            | 100 м                                                                                            |
| Автономність плавання                                                 | 30 діб                                                                                           | 30 діб                                                                                           |
| Екіпаж                                                                | 45 осіб                                                                                          | 45 осіб                                                                                          |
| Розміри                                                               |                                                                                                  |                                                                                                  |
| Довжина найбільша (по КВЛ)                                            | 77,7 м                                                                                           | 77,7 м                                                                                           |
| Ширина корпусу найб.                                                  | 6,4 м                                                                                            | 6,4 м                                                                                            |
| Середня осадка (по КВЛ)                                               | 4,06 м                                                                                           | 4,06 м                                                                                           |
| Водотоннажність надводна                                              | 866,1 т                                                                                          | 866,1 т                                                                                          |
| Водотоннажність підводна                                              | 1107,8 т                                                                                         | 1107,8 т                                                                                         |
| Силова установка                                                      |                                                                                                  |                                                                                                  |
| дизель-електрична; 2 × дизельні двигуни 1Д 2 × електромотори ПГ-72/35 |                                                                                                  |                                                                                                  |
| Гвинти                                                                | 2                                                                                                | 2                                                                                                |
| Потужність                                                            | дизельні двигуни — 2 × 2 000 к. с. електромотори — 2 × 550 к.с.                                  | дизельні двигуни — 2 × 2 000 к. с. електромотори — 2 × 550 к.с.                                  |
| Озброєння                                                             |                                                                                                  |                                                                                                  |
| Артилерія                                                             | 1 × 100-мм/51 гармата Б-24 (200 снарядів) 1 × 45-мм напівавтоматична гармата 21-К (500 снарядів) | 1 × 100-мм/51 гармата Б-24 (200 снарядів) 1 × 45-мм напівавтоматична гармата 21-К (500 снарядів) |
| Торпедно- мінне озброєння                                             | 6 ТА калібру 533-мм (12 торпед)                                                                  | 6 ТА калібру 533-мм (12 торпед)                                                                  |

С-2 — радянський дизель-електричний підводний човен типу «Середня» серії IX, що входив до складу Військово-морського флоту СРСР за часів радянсько-фінської війни. Закладений 25 грудня 1934 року на верфі заводу № 189 у Ленінграді під заводським номером 267. 8 серпня 1935 року спущений на воду. 11 вересня 1936 року включений до складу Балтійського флоту.

## Історія служби
До початку Радянсько-фінської війни С-2 входив до складу 13-го дивізіону 1-ї бригади ПЧ Балтійського флоту з базуванням у Таллінні. З 28 листопада вийшов у бойовий похід і з початком радянської агресії проти Фінляндії перебував на позиції у північного краю острову Готланд. 6 грудня повернувся на базу. 1 січня 1940 року С-2 вийшов у другій похід під командуванням капітан-лейтенанта Соколова Івана Олександровича (на посаді з 17 грудня). На борту субмарини були так само командир 13-го дивізіону ПЧ БФ капітан 3 рангу Тутишкін Гавриїл Миколайович і флагманський штурман 1-ї бригади ПЧ флоту старший лейтенант Колесников Василь Кирилович.
Увечері 2 січня 1940 року С-2 досяг Аландських островів і отримав дозвіл на прохід через шведську протоку Сьодра-Кваркен. 3 січня 1940 року в 04:20 була отримана остання радіограма від С-2. Більше човен на зв'язок не виходив, про його долю і долю 50 членів екіпажу човна до останнього часу достовірно нічого не було відомо.
Ймовірно 3 січня 1940 року підводний човен загинув на мінному полі, поставленому 9-14 грудня 1939 року фінським мінним загороджувачем «Лоухі» в протоці Сьодра-Кваркен біля острова Меркет. У червні 2009 року рештки субмарини були виявлені в цьому районі шведськими пошуковими системами. Раніше вважалося ймовірним, що С-2 став жертвою льодів або міни, коли вже повертався на базу. 14 січня плавбаза «Смольний», а 21 січня лідер «Мінськ» нібито перехопили сигнали з «С-2», але зв'язок налагодити так і не змогли.
С-2 був єдиним кораблем РСЧФ, загиблим у «Зимовій війні».